# Louisa Specht-Riemenschneider

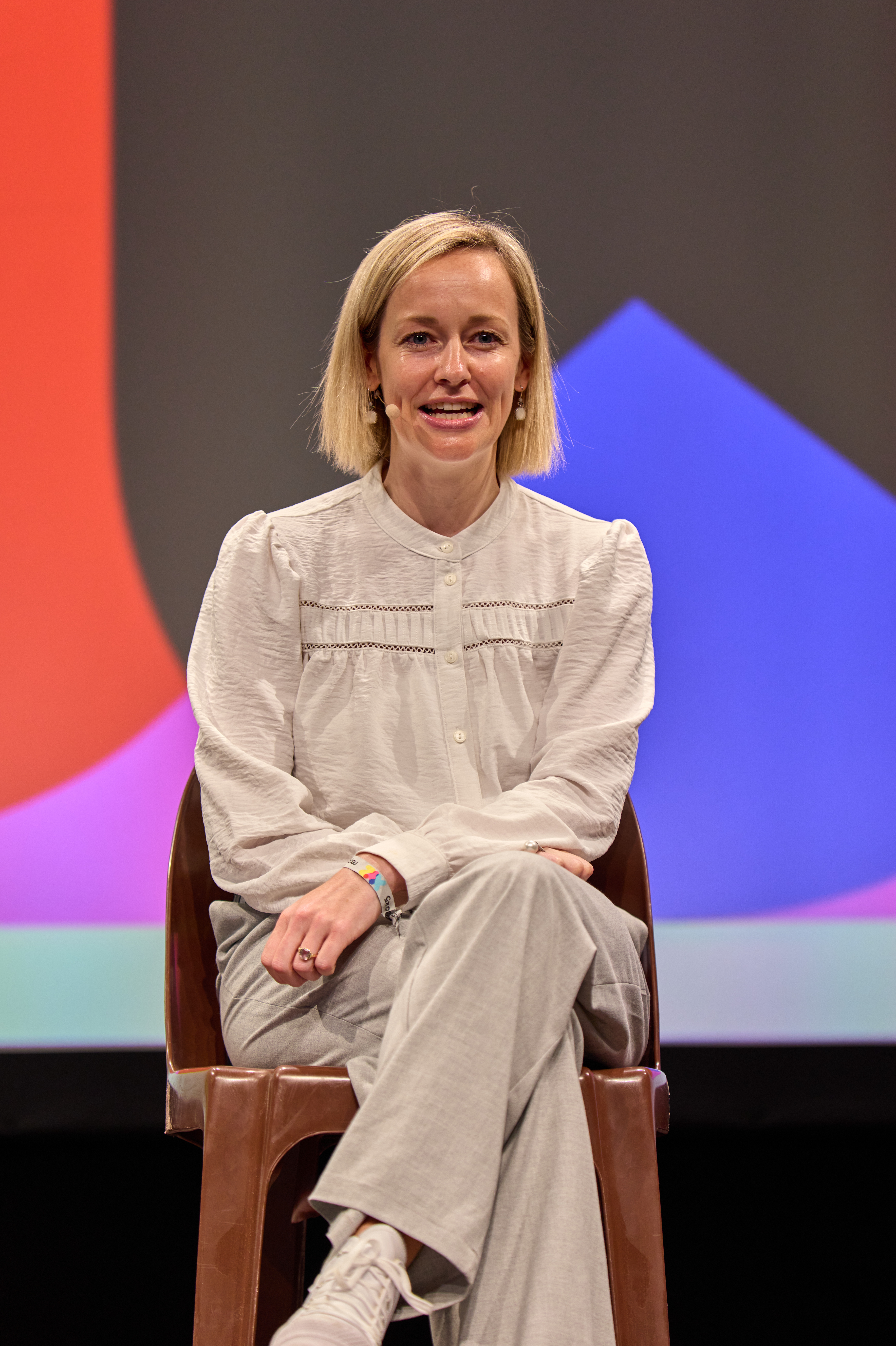
Louisa Specht-Riemenschneider, 2025

Louisa Specht-Riemenschneider (* 1985 in Oldenburg als Louisa Specht) ist eine deutsche Rechtswissenschaftlerin und Hochschullehrerin an der Universität Bonn. Seit September 2024 ist sie Bundesbeauftragte für den Datenschutz und die Informationsfreiheit.

## Leben und Wirken
Specht-Riemenschneider studierte von 2004 bis 2009 Rechtswissenschaften an der Universität Bremen. Anschließend war sie bis 2012 als wissenschaftliche Mitarbeiterin von Thomas Dreier am Karlsruher Institut für Technologie tätig. Parallel dazu arbeitete Specht-Riemenschneider an der Albert-Ludwigs-Universität Freiburg an ihrer Promotion, die sie 2011 unter Dreiers Betreuung mit summa cum laude abschloss. Diese Arbeit wurde 2012 mit dem Wissenschaftspreis der Deutschen Stiftung für Recht und Informatik ausgezeichnet. Nach Abschluss ihrer Promotion leistete sie ihr Referendariat ab, das sie 2013 mit dem Zweiten Staatsexamen abschloss. Anschließend war Specht-Riemenschneider bis 2015 als Partnerin in einer Medienrechtskanzlei in Frankfurt am Main tätig.
2017 schloss Specht-Riemenschneider unter Betreuung von Thomas Dreier ihr Habilitationsverfahren mit der Arbeit Diktat der Technik – Rematerialisierung der Privatautonomie im informationstechnologischen Umfeld ab. Für diese Arbeit erhielt sie den Dieter-Meurer-Preis in Rechtsinformatik. Bereits zuvor, von Oktober 2015 bis Dezember 2016, hatte sie eine Juniorprofessur für Bürgerliches Recht, Gewerblichen Rechtsschutz und Urheberrecht an der Universität zu Köln inne. Ab Januar 2017 war sie Inhaberin des Lehrstuhls für Europäisches und Internationales Informations- und Datenrecht an der Universität Passau. Im Januar 2018 nahm sie einen Ruf an die Rheinische Friedrich-Wilhelms-Universität Bonn an, wo sie seit dem 1. April 2018 den Lehrstuhl für Bürgerliches Recht, Daten- und Informationsrecht innehat.
Für 2017/18 wurde Specht-Riemenschneider der Friedwart Bruckhaus-Förderpreis zugesprochen.
Specht-Riemenschneider war im Jahr 2022 Teil einer Kommission, die eine Konzeption für den Aufbau und die Methodik eines deutschen Dateninstituts erstellte.
Mit Vorstellung am 30. November 2022 vom BMDV einer   Digitalstrategie Deutschland der damaligen Bundesregierung wurde dabei auch ein 19-köpfiger Beirat zu dessen Begleitung vorgestellt. Specht-Riemenschneider gemeinsam mit Thomas Koenen, seit Juni 2017 Leiter der „Abteilung Digitalisierung und Innovation“ beim Bundesverband der Deutschen Industrie e.V. (BDI), übten ab Gründung des Beirats dort zunächst den Vorsitz aus.
Mit Gründung sowie Eröffnung am 23. Februar 2024 des transdisziplinären „Zentrums für Medizinische Datennutzbarkeit und Translation“ (ZMDT) der Universität Bonn ist Specht-Riemenschneider gemeinsam mit Alexander Radbruch vom Universitätsklinikum Bonn Teil des zweiköpfigen Direktoriums dieses neuen Bonner Instituts, das organisatorisch der juristischen Fakultät der Universität Bonn zugeordnet ist.
Im April 2024 wurde bekannt, dass sie im Sommer die Nachfolge von Ulrich Kelber als Bundesbeauftragte für den Datenschutz und die Informationsfreiheit antreten soll. Die Bundestagsfraktionen der Grünen und der FDP einigten sich auf diese Personalie, nachdem die SPD ihr Vorschlagsrecht nach dem Koalitionsvertrag nicht ausgeübt hatte. Am 16. Mai 2024 wurde die parteilose Louisa Specht-Riemenschneider mit 476 von 647 Stimmen vom Bundestag in dieses Amt gewählt, das sie am 3. September 2024 antrat.

## Positionen
Im Vorfeld ihrer Ernennung zur Bundesdatenschutzbeauftragten sprach sich Specht-Riemenschneider gegen einen Vorrang des Datenschutzrechts gegenüber anderen Interessen aus. In einem Beitrag für den Tagesspiegel schrieb sie, „Datensicherheit, Datenschutz, Datenhandel und Datenzugang [seien] nicht als Maximalforderungen zu realisieren, sondern zusammenzudenken, auszutarieren und nicht eines dem anderen unterzuordnen.“
Specht-Riemenschneider kritisierte im Oktober 2024 mutmaßliche Pläne der Bundesregierung, die datenschutzrechtliche Aufsicht der Nachrichtendienste des Bundes von der Bundesbeauftragten für den Datenschutz und die Informationsfreiheit auf den Unabhängigen Kontrollrat zu übertragen. Dieser sei im Gegensatz zur gegenwärtigen Einrichtung „nicht institutionell eigenständig“ und weisungsgebunden, womit eine „Überprüfung [...] schwerwiegender Grundrechtseingriffe [...] in Teilen [...] unmöglich“ würde.

## Veröffentlichungen (Auswahl)
Spechts Forschungs- und Publikationsschwerpunkte liegen vor allem im Urheber-, Informations-, Medien- und Datenschutzrecht sowie im Bereich der zivilrechtlichen Ausgestaltung des Umgangs mit Daten. Darüber hinaus erlangte sie in Fachkreisen Bekanntheit durch ihre Kommentierung des Kunsturheberrechtsgesetzes im von Thomas Dreier und Gernot Schulze herausgegebenen Kommentar zum Urheberrecht.
- Konsequenzen der Ökonomisierung informationeller Selbstbestimmung: Die zivilrechtliche Erfassung des Datenhandels. Heymanns, Köln 2012, ISBN 978-3-452-27669-8 (Zugl.: Freiburg (Breisgau), Univ., Diss., 2011).
- mit Anne Lauber-Rönsberg, Maximilian Becker (Hrsg.): Medienrecht im Medienumbruch – Junge Wissenschaft zum Gewerblichen Rechtsschutz, Urheber- und Medienrecht. Nomos, Baden-Baden 2017, ISBN 978-3-8487-3267-8.
- Bezahlen mit Daten: Verlangt die Digitalisierung nach einem neuen Vertragstypus?. In: JZ, 2017, S. 763–770.
- Diktat der Technik: Regulierungskonzepte technischer Vertragsinhaltsgestaltung am Beispiel von Bürgerlichem Recht und Urheberrecht (= Neue Schriften zum Zivilrecht. Nr. 9). Nomos, Baden-Baden 2019, ISBN 978-3-8487-4420-6 (Habilitationsschrift, Albert-Ludwigs-Universität Freiburg i.Br., 2017).
- mit Severin Riemenschneider, Ruben Schneider: Internetrecht (= Springer-Lehrbuch). Springer, Berlin, Heidelberg 2020, ISBN 978-3-662-61725-0, doi:10.1007/978-3-662-61726-7.
- mit Moritz Hennemann: Data Governance Act (= Nomos Handkommentar). 2. Auflage. Nomos, Manz, Helbing Lichtenhahn, Baden-Baden, Wien, Basel 2025, ISBN 978-3-7560-1516-0.